# Philipp Gerstenmayer
Philipp Gerstenmayer (* 28. Juli 1987 in Wien) ist ein österreichischer Politiker der Freiheitlichen Partei Österreichs (FPÖ). Seit dem 23. März 2023 ist er Abgeordneter zum Landtag von Niederösterreich.

## Leben

### Ausbildung und Beruf
Philipp Gerstenmayer besuchte nach der Volksschule die Unterstufe am Bundesgymnasium Babenbergerring. 2007 maturierte er an der Höheren Lehranstalt (HLA) Wiener Neustadt und legte die Lehrabschlussprüfung Koch/Kellner ab.
Von 2009 bis 2022 war er bei der Donau Versicherung im Außendienst tätig. Seit 2022 ist er Angestellter der FPÖ Niederösterreich und selbstständiger Versicherungsmakler.

### Politik
Gerstenmayer gehörte von 2015 bis 2018 dem Gemeinderat von Wiener Neustadt an, wo er unter anderem als Vorsitzender des Kontrollausschusses fungierte. Nach dem vorübergehenden Rückzug von Udo Landbauer aus der Politik wegen der Liederbuch-Affäre wurde Gerstenmayer im Februar 2018 als Nachfolger von Landbauer zum Wiener Neustädter Stadtrat für die Agenden Jugend, Sicherheit, Markt und Sport gewählt. Ebenfalls 2018 wurde er geschäftsführender Stadtparteiobmann der FPÖ Wiener Neustadt. Seit 2020 ist er wieder Mitglied des Gemeinderates in Wiener Neustadt.
Nach der Landtagswahl 2023 wurde er am 23. März 2023 in der konstituierenden Sitzung der XX. Gesetzgebungsperiode als Abgeordneter zum  niederösterreichischen Landtag angelobt. Er rückte für ein FPÖ-Regierungsmitglied der Landesregierung Mikl-Leitner III nach. Für die Nationalratswahl 2024 wurde hinter Spitzenkandidat Peter Schmiedlechner auf Platz zwei im Regionalwahlkreis Niederösterreich Süd gereiht.
Für die Gemeinderatswahl im Jänner 2025 wurde er nach dem Rückzug von Michael Schnedlitz FPÖ-Spitzenkandidat in Wiener Neustadt.